# Tecta

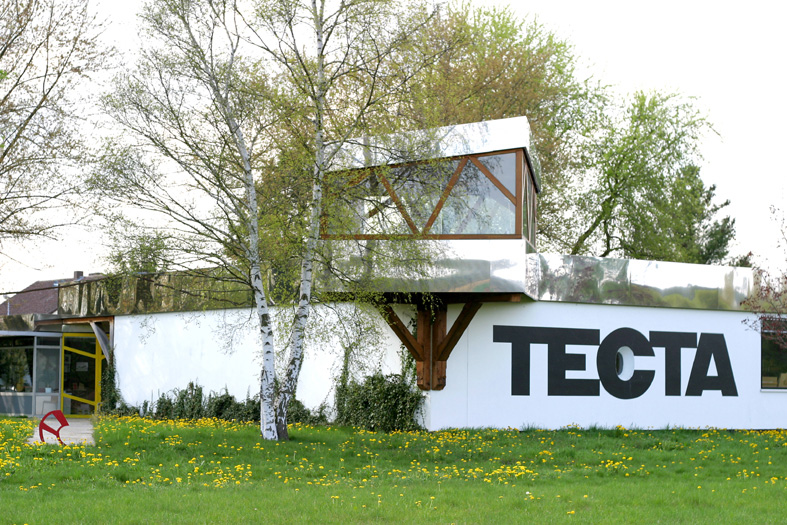
Ansicht des Unternehmensgebäudes

Die TECTA Bruchhäuser & Drescher KG ist ein familiengeführter deutscher Hersteller von Möbeln mit Sitz im niedersächsischen Lauenförde. Das Unternehmen ist in erster Linie für seine Bauhaus-Reeditionen und deren Weiterentwicklungen, wie den Kragstuhl, bekannt.

## Beschreibung
Das mittelständische Unternehmen produziert ausschließlich in Lauenförde. Dort sind in eigener Tischlerei, Schlosserei, Polsterei und Flechterei 35 Mitarbeiter beschäftigt.
Viele Möbel, die von der internationalen Avantgarde der 1920er Jahre entworfen wurden, so etwa der Fagus-Werk-Sessel von Walter Gropius oder Marcel Breuers Glasvitrine, werden von TECTA erstmals in Serie produziert. Das Unternehmen erfüllt dabei eine ähnliche Funktion wie der italienische Möbelhersteller Cassina und Knoll International in den USA.
Von den 100 Produkten von TECTA tragen 30 das Bauhaus-Signet – nach dem von Oskar Schlemmer 1922 am Staatlichen Bauhaus Weimar entworfenen Bauhaus-Zeichen. Sie werden werkgetreu und in Lizenz als Reeditionen der Bauhaus-Modelle hergestellt und sind vom Bauhaus-Archiv in Berlin genehmigt.
Das Unternehmen sucht in der Zusammenarbeit mit unterschiedlichen Architekten und Künstlern wie Sergius Ruegenberg, Jean Prouvé, Alison & Peter Smithson, Stefan Wewerka oder Al Hansen zeitgemäße Formen für Bauhausgrundsätze zu finden. Ein Beispiel hierfür ist der Kragstuhl. Einerseits produziert das Unternehmen als Reedition Bauhausoriginale des Kragstuhls von Marcel Breuer und Mies van der Rohe, gleichzeitig realisierte TECTA unter eigenem Namen Weiterentwicklungen, wie den Kragstuhl B25. Darüber hinaus entstand in den 1980er Jahren in enger Kooperation mit Stefan Wewerka der Einschwinger, gebogen aus einem einzigen Stahlrohr, der einbeinig die Reduktion der Kragstühle auf die Spitze treibt.

## Geschichte
Das Unternehmen wurde 1956 vom Architekten Hans Könecke in Lauenförde gegründet. 1972 übernahmen es Werner Bruchhäuser und sein Sohn Axel Bruchhäuser, die im selben Jahr die DDR verlassen hatten. Dort besaßen beide in Güstrow ein Möbelunternehmen, das 1972 zwangsweise in einen Volkseigenen Betrieb umgewandelt wurde.

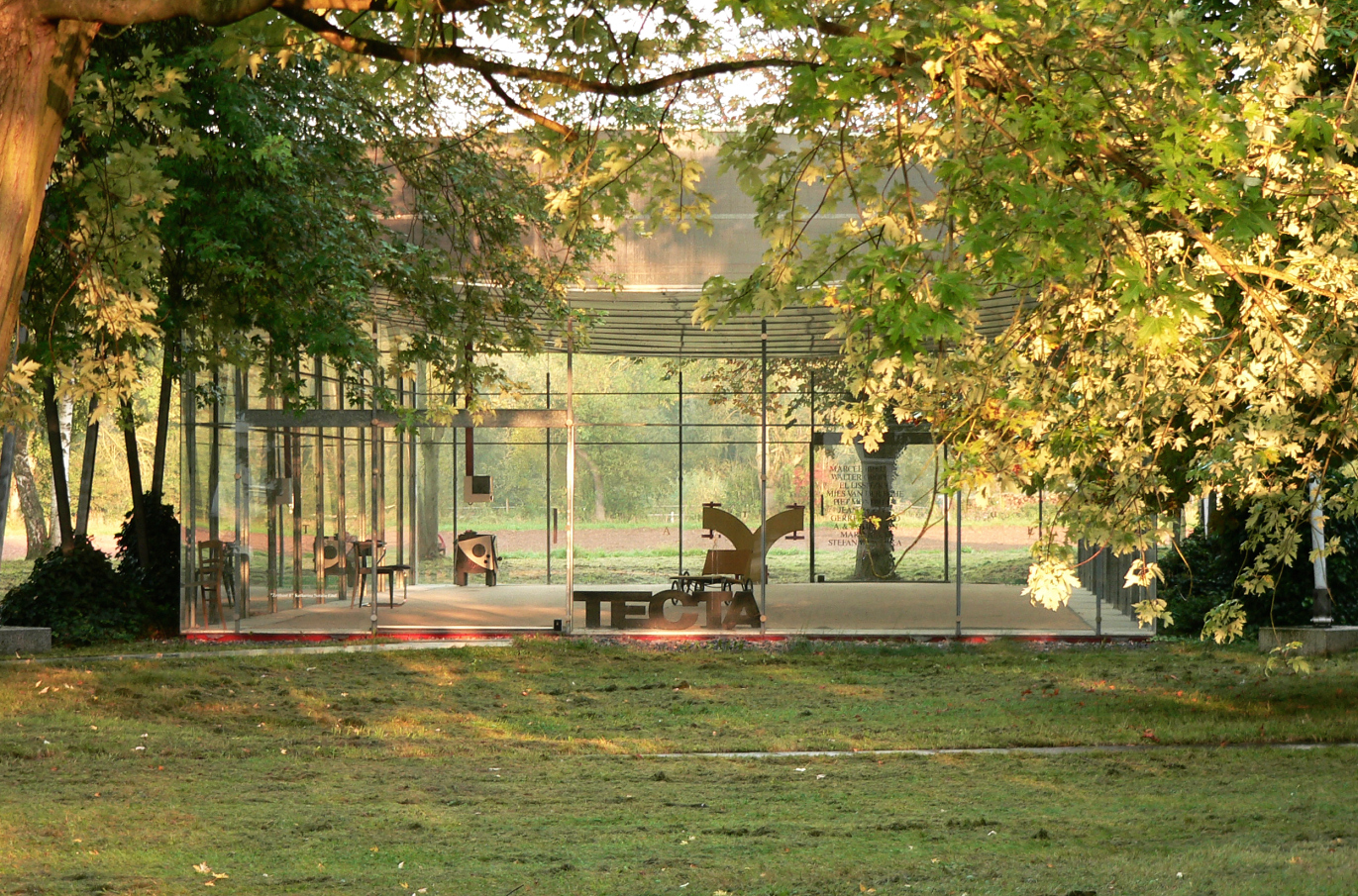
Pavillon auf dem Firmengelände, Entwurf von Stefan Wewerka

Zwischen 1990 und 2003 erweiterten und gestalteten die Architekten Alison und Peter Smithson das Unternehmensgelände zu einem Landschaftspark unter der Bezeichnung TECTA Landscape. Darin steht ein 1985 errichteter Pavillon des Architekten Stefan Wewerka, der in einer weiteren Ausführung
1987 für die documenta 8 in Kassel entstand.
Bis 2001 wurde TECTA von Werner und Axel Bruchhäuser geleitet. Nach dem Ausscheiden von Werner Bruchhäuser im Jahr 2001 trat sein Enkel Christian Drescher in die Geschäftsführung des Familienunternehmens ein, seit 2016 ist er alleinig haftender Gesellschafter. 
1982 gründete Axel Bruchhäuser das Stuhlmuseum Burg Beverungen. 2004 zog das Stuhlmuseum von Beverungen in den von Peter Smithson entworfenen Neubau des Kragstuhlmuseums in Nachbarschaft des TECTA-Firmengeländes in Lauenförde um.

## Gestalter
- Erich Brendel
- Marcel Breuer
- Walter Gropius
- Al Hansen
- Peter Keler
- El Lissitzky
- Ludwig Mies van der Rohe
- Gerrit Rietveld
- Sergius Ruegenberg
- Stefan Wewerka